# 야키마 카너트

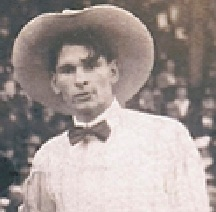

야키마 카너트(Yakima Canutt, 1895년 11월 29일 ~ 1986년 5월 24일)는 미국의 배우, 영화배우, 스턴트 배우이다.
노스할리우드에서 사망하였다.

## 영화
- 하르툼 공방전 (1966년)
- 로마 제국의 멸망 (1964년)
- 리오 브라보 (1959년)
- 마이 팰 트리거 (1946년)
- 누구를 위하여 종은 울리나 (1943년)
- 조로 파이팅 리전 (1939년)
- 바람과 함께 사라지다 (1939년)
- 역마차 (1939년)
- 론 레인저 (1938년)
- 조로 - 볼드 카발레로 (1936년)
- 버저런티스 알 커밍 (1936년)
- 새벽의 기수 (1935년)
- 웨스트 오브 더 디바이드 (1934년)
- 행운의 텍사스인 (1934년)
- 살인 누명 (1933년)
- 라스트 모히칸 (1932년)